# گلمه
گلمه، روستایی از توابع بخش مرکزی شهرستان چرداول با فاصله هشت کیلومتری از شهر سرابله، در استان ایلام ایران است.

## جمعیت
این روستا در دهستان شباب قرار دارد و براساس سرشماری مرکز آمار ایران در سال ۱۳۸۵، جمعیت آن ۳۰۷ نفر (۵۳خانوار) بوده‌است.